# Trygve Bornø
Trygve Bornø (Harstad, Noruega, 2 de febrero de 1942-15 de noviembre de 2024) fue un futbolista y dirigente deportivo noruego que jugó en la posición de centrocampista.

## Carrera

### Club
| Periodo   | Club          |
| --------- | ------------- |
| 1960-1963 | Harstad IL    |
| 1964-1978 | Skeid Fotball |

### Selección nacional
A nivel de selecciones menores jugó para la selección sub-21 en dos ocasiones en 1964 y anotó un gol. Jugó para Noruega en 43 ocasiones de 1966 a 1972, jugando su primer partido el 18 de septiembre de 1966 en la derrota por 2-4 ante Suecia.

## Tras el retiro
Luego de retirarse como futbolista, trabajó como secretario general de la Norwegian Football Association en dos periodos, entre 1983 y 1985, y de 1996 a 1999.

## Logros
- Eliteserien (1): 1966